# Karel Sergen
Karel Sergen, pseudoniem van Karel Segers (Turnhout, 1954) is een Vlaams dichter, literair journalist en recensent.
Sergen volgde een studie Germaanse filologie aan de Katholieke Universiteit Leuven en werd later werkzaam als leraar Nederlands, Engels en filosofie. Gedurende de hele jaren negentig publiceerde hij onder zijn eigen naam als recensent en literair journalist in Het Belang van Limburg. Samen met Hugo Bousset en anderen werkte hij als redacteur mee aan Melopee, een reeks handboeken voor het vak Nederlands in het secundair onderwijs.
Zijn poëzie publiceert Segers onder het pseudoniem Karel Sergen. Gedichten van zijn hand verschenen in onder meer de Poëziekrant, Dietsche Warande & Belfort, De Vlaamse Gids en Campiniana. In 1984 verscheen zijn eerste dichtbundel, met de titel Zonder verhaal. In 2014 verscheen VERS 1984 - 2014 , een overzichtsbundel in het Nederlands en Frans, samengesteld en becommentarieerd door 69 collega-auteurs, critici en lezers, ingeleid door Sergen met een receptietheoretische beschouwing.
Het boek 'En de zon fietst door de hemel' bevat 52 weergedichten gebaseerd op de weerberichten van de nationale weerman op de VRT, Frank Deboosere. Bij elk gedicht staat een weerfoto van de weerman zelf. Hoofdredacteur van Van Dale (Ruud Hendrickx) en collega op de VRT, Sabine Hagedoren, leverden ook een bijdrage.

## Werk
- Zonder verhaal (Leuvense Schrijversaktie, 1984)
- Het noorden (Nioba, 1987)
- Buitenbeeld (Kritak, 1990)
- Ellips (P, 1994)
- Ribbels (P, 1997)
- Hypnotic Poison/Poison Tendre (P, 2000)
- Sprong (P, 2004)
- Bergzaam (P, 2008)
- Het bad heet en langzaam (P, 2011)
- Vers 1984-2014 (2014), tweetalige uitgave
- En de zon fietst door de hemel i.s.m. Frank Deboosere (P, 2018)
- Samenstelling anthologie Les poètes pour la paix (L'arbre à Paroles, 2024) i.s.m. Valérie Antoine en Valéry Dvoinikov.

## Bronwww.karelsergen.com
- Gemeinsame Normdatei: 141911549
- International Standard Name Identifier: 0000 0001 2033 7952
- Library of Congress Control Number: no2015090943
- Nederlandse Thesaurus van Auteursnamen: 069845808
- Virtual International Authority File: 127430373
- WorldCat: E39PBJjT46mV99wx9MmmvDgVG3